# QT8 (stacja metra)
QT8 – stacja metra w Mediolanie, na linii M1. Znajduje się na piazza Santa Maria Nascente, w dzielnicy QT8, w Mediolanie i zlokalizowana jest pomiędzy stacjami Lotto a Lampugnano. Została otwarta w 1975.